# Aoua Kéita
Aoua Kéita (sinh ngày 12 tháng 7 năm 1912 - mất ngày 7 tháng 5 năm 1980) là tên của một nhà hoạt động đòi quyền tự do, chính trị gia và cũng là nhà văn người Mali.

## Lí lịch và sự nghiệp
Bà sinh ra ở Bamako, ở French Sudan (khu vực thời ấy là thuộc địa của Pháp, bao gồm gần như toàn bộ phần Tây Phi, một phần Bắc Phi và đảo Madagascar). Cha bà là người Guine tên là Karamogo Kéita, ông phục vụ trong chiến tranh thế giới thứ nhất. Mẹ bà tên là Miriam Coulibaly.
Năm 1928, bà hoàn thành việc học ở trường nội trú Bamako's foyer des métisses (đây là trường cho cả người da trắng và người da màu học chung, tuy nhiên chỉ có rất ít người da đen có thể học tại đây). Ba năm sau, bà tốt nghiệp ở trường École de Médecine de Dakar và trở thành nữ hộ sinh. Bà làm việc ở thành phố Gao, Mali trong 12 năm.
Năm 1935, bà cưới bác sĩ Daouda Diawara, ngoài ra ông cũng là người khiến bà tham gia vào chính trị. Ngay khi đảng chính trị Rassemblement Démocratique Africain (Hội đồng dân chủ châu Phi) vừa thành lập năm 1946, cả hai người gia nhập vào đó và cũng trong năm ấy, bà đã đỡ đẻ cho Alpha Oumar Konaré tại Kayes (ông là tổng thống tương lai của Mali).
Năm 1949, hai người li hôn bởi áp lực của mẹ chồng do bà bị vô sinh. Do bà hoạt động chống chế độ thực dân của Pháp, vì thế bà bị chuyển đi ở nhiều nơi xa xôi như thành phố Gao vào năm 1950, thị trấn Nara vào giữa những năm 50.
Năm 1960, sau khi Mali dành được độc lập, bà là người phụ nữ duy nhất được bầu vào quốc hội mới thành lập và cũng là người phụ nữ duy nhất trong ban lãnh đạo. Vào những năm 1960, bà bị không còn quyền lực chính trị do bị lép vế trước Mariam Keita, vợ của tổng thống Maili lúc ấy là Modibo Keïta.
Năm 1966, bà không còn làm hộ sinh nữa. Khi tổng thống Keita bị lật đổ vào năm 1968, bà ra nước ngoài. Những năm 70, bà sống ở Brazzaville, cộng hòa Congo với người chồng thứ hai tên là Djimé Diallo. Năm 1975, bà xuất bản cuốn tự truyện tên là Femme d'Afrique. La vie d'Aoua Kéita racontée par elle-même, trong đó nó viết về cuộc đời bà trong những năm 1950. Khi Mali dần dần cải thiện tình hình trong nước và cộng hòa Congo bắt đầu suy thoái, hai người chuyển đến Bamako năm 1979, rồi năm sau thì bà qua đời tại đó.
Bên cạnh đó, bà cũng đã nhận được nhiều giải thưởng và danh hiệu từ một số quốc gia châu Phi khác.